# I̋
Cette page contient des caractères spéciaux ou non latins. S’ils s’affichent mal (▯, ?, etc.), consultez la page d’aide Unicode.
I̋ (minuscule : i̋), ou I double accent aigu, est un graphème utilisé dans l’écriture du slovince, du vieux norrois et du dan de l’Est et dans plusieurs romanisations comme le Pe̍h-ōe-jī. Il s'agit de la lettre I diacritée d'un double accent aigu.

## Utilisation
Le I̋ est utilisé dans certaines orthographes du slovince.
En dan de l’Est, l’orthographe de 2014 utilise le i double accent aigu pour représenter une voyelle fermée antérieure non arrondie [i] avec un ton extra-haut, par exemple dans yi̋ « eau ».

## Représentations informatiques
Le I double accent aigu peut être représenté avec les caractères Unicode suivants :
- décomposé (latin de base, diacritiques) :

| formes    | représentations | chaînes de caractères | points de code | descriptions                                             |
| --------- | --------------- | --------------------- | -------------- | -------------------------------------------------------- |
| majuscule | I̋               | I◌̋                    | U+0049 U+030B  | lettre majuscule latine i diacritique double accent aigu |
| minuscule | i̋               | i◌̋                    | U+0069 U+030B  | lettre minuscule latine i diacritique double accent aigu |